# Mezinárodní letiště Ivato
Mezinárodní letiště Ivato (IATA : TNR, ICAO : FMMI) je letiště, které se nachází v madagaskarském hlavním městě Antananarivu. Letiště Ivato je základnou letecké společnosti Air Madagascar.

## Vybavení a vzhled
Všechny lety jsou soustředěny do jednoho velkého moderního terminálu. Na letišti je jedna přistávací a vzletová dráha o délce 3 100 m, situovaná z východu na západ.

## Aerolinie
- Air Austral
- Air France
- Air Mauritius
- Comores Aviation
- Corsairfly
- Interair Sout Africa
- Kenya Airways
- South African Airways